# 甘堡爾球場
甘堡爾球場（荷蘭語：Cambuurstadion）位於荷蘭弗里斯兰省呂伐登，是荷蘭職業足球會SC甘堡爾的主場館，該體育場於1936年9月12日開幕，可容納10,500人。俱樂部已計畫在城市西側建造一個新體育場，預計耗資3500萬歐元。